# Winkelcentrum Boschplein
Winkelcentrum Boschplein is een winkelcentrum in Sneek.
De bouw van Boschplein startte op 29 april 2011 een was in 2012 gereed. Het winkelcentrum werd op 8 februari 2012 geopend door de burgemeester van de gemeente Súdwest-Fryslân; Hayo Apotheker. Het Boschplein is onderdeel van het project Poort van Sneek.
Boschplein bestaat uit 4.700m2 aan detailhandel en commerciële dienstverlening. De tweede bouwlaag bestaat uit 49 appartementen en onder het geheel is een tweelaagse, ondergrondse parkeergarage (470 parkeerplaatsen) gesitueerd. Het complex is ontworpen door KAT Architecten en gebouwd door BAM. In het winkelcentrum zijn twee supermarkten gevestigd. Daarnaast zijn er kleinere zaken gevestigd in het winkelcentrum.